# Sonoma (Kalifornija)
Sonoma je grad u američkoj saveznoj državi Kalifornija. Prema popisu stanovništva iz 2010. u njemu je živjelo 10.648 stanovnika.